# Iwona Pyżalska
Iwona Pyżalska (ur. 29 kwietnia 1973) – polska kajakarka, medalistka mistrzostw świata, mistrzyni Europy, wielokrotna mistrzyni Polski.

## Kariera sportowa
Kajakarstwo zaczęła trenować w 1985. Była zawodniczką KS Posnania. Jej karierę przerwała dyskwalifikacja za stosowanie niedozwolonych środków dopingujących w 1996, która kosztowała także wycofanie kobiecej osady K-4 z Igrzysk Olimpijskich w Atlancie. Jej największymi sukcesami w karierze były brązowe medale mistrzostw świata w konkurencji K-4 200 m (z Beatą Sokołowską, Joanną Skowroń i Małgorzatą Czajczyńską i K-4 500 m (z Anetą Białkowską, Joanną Skowroń i Anetą Konieczną na mistrzostwach świata w 2005. Była także mistrzynią Europy w 2005 w konkurencji K-4 1000 m (z Beatą Mikołajczyk, Edytą Dzieniszewską i Anetą Białkowską) oraz brązową medalistką mistrzostw Europy w konkurencji K-4 1000 m w 2002 (z Karoliną Sadalską, Dorotą Kuczkowską i Małgorzatą Czajczyńską.
Ponadto startowała jeszcze w finałach mistrzostw świata w 2002 (K-2 1000 m - 7 m.), 2003 (K-2 1000 m - 4 m.), 2005 (K-4 1000 m - 5 m.), 2006 (K-4 500 m - 4 m., K-4 1000 m - 7 m., K-4 200 m - 7 m.) i w finałach mistrzostw Europy w 2001 (K-4 1000 m - 4 m., K-4 500 m - 5 m.), 2002 (K-4 200 m - 7 m., 2006 (K-4 500 m - 5 m., K-2 200 m - 6 m., K-4 200 m - 6 m.), 2007 (K-4 1000 m - 4 m.)
Była 19-krotną mistrzynią Polski w konkurencjach:
- K-2 200 m - 2006 (z Moniką Borowicz)
- K-4 200 m - 2002 (z Elżbietą Urbańczyk, Anetą Pastuszką i Anetą Białkowską), 2005 (z Moniką Borowicz, Małgorzatą Chojnacką i Anetą Białkowską), 2006 (z Moniką Borowicz, Małgorzatą Chojnacką i Alicją Suchecką), 2007 (z Martą Walczykiewicz, Patrycją Zając i Anetą Szulc)
- K-2 500 m - 1998 (z Elżbietą Urbańczyk)
- K-4 500 m - 2001 (z Elżbietą Urbańczyk, Małgorzatą Chojnacką i Anetą Białkowską), 2002, 2003 i 2005 (z Anetą Pastuszką, Małgorzatą Chojnacką i Anetą Białkowską), 2006 i 2007 (z Moniką Borowicz, Małgorzatą Chojnacką i Martą Walczykiewicz)
- K-1 1000 m - 1998
- K-2 1000 m - 1998 i 1999 (Z Elżbietą Urbańczyk)
- K-4 1000 m - 2002 (z Anetą Pastuszką, Małgorzatą Chojnacką i Anetą Białkowską), 2006 (z Moniką Borowicz, Małgorzatą Chojnacką i Zytą Zydorkiewicz)
- K-2 5000 m - 1992 (z Agatą Piszcz), 2000 (z Anną Pawłowską)